# Габриелли, Катарина
Катарина Габриелли (итал. Caterina Gabrielli; 1730—1796) — итальянская певица, актриса придворного театра в Санкт-Петербурге.

## Биография
Катарина Фатта (итал. Caterina Fatta) родилась в городе Риме 12 октября 1730 года в семье повара князя Габриелли. Девочка с детства обнаруживала страсть к пению и способности к музыке и князь Габриелли, восхитившийся её голосом и красотой, отдал её в школу сначала к Гарсия, а потом к одному из лучших в то время учителей пения Никола Порпоре. Через несколько месяцев она уже могла выступить в концерте и восхитила публику своим талантом. Её прозвали «la cochetta di Gabrielli» (буквально «кухарочка Габриелли»), и фамилия князя, открывшего знаменитую певицу, осталась навсегда за ней.
В семнадцатилетнем возрасте Катарина Габриелли блестяще дебютировала на сцене в городе Лукка в опере Бальдассаре Галуппи «Софонизба». Дальнейшей обработке её голоса много содействовали занятия с певцом Гаэтано Гваданьи. Он же был её первой любовью, за которой последовали многие другие. Вообще свою жизнь она посвятила искусству и любви. Её слава и красота приклекали множество поклонников, с которыми, согласно отзывам современников, «она позволяла себе разные проделки».
В 1750 году Габриелли пела в Неаполе в «Дидоне» Никколо Йоммелли, после чего её имя стало известным и в Европе. Приглашенная в Вену, где она получила звание придворной певицы и познакомилась с Пьетро Метастазио, Кристофом Виллибальдом Глюком и Витторией Тези, которые помогали ей советами.
В 1759 пела в опере «Армида» чешского композитора Йозефа Мысливечека на открытии 2-го сезона Ла Скала.
В 1765—1767 гг. Катарина Габриелли пела в Палермо, затем в Парме.
Вскоре Габриелли решила отправиться в Россию, куда её приглашал Томмазо Траэтта, заведовавший Петербургской итальянской оперой. В 1769 году она дебютировала в Санкт-Петербурге в опере Т. Траэтта «Необитаемый остров» и «очаровала слушателей».
Императрица Екатерина II предложила ей остаться на весь сезон. Габриелли запросила 10 тысяч рублей в год жалованья (по другой версии — 5000 червонцев за 2 месяца) и в ответ на слова Государыни, что подобное жалованье получают только фельдмаршалы, сказала: «В таком случае Ваше Величество может заставить петь своих фельдмаршалов». В конце концов она согласилась получать 7 тысяч (по другим сведениям — 6500) рублей. Впрочем, вышеприведенный анекдот рассказывается и о других артистах. В России она с успехом выступала в течение пяти лет почти во всех операх, дававшихся на придворной сцене, и была очень любима публикой.
Иван Перфильевич Елагин — директор Императорских театров до такой степени любил певицу, что она заставляла потакать всем её капризам, но после того, как он повредил себе ногу во время вальса с ней по её настоянию (то же самое рассказывается и про балерину, за которой ухаживал Елагин), выведенная из терпения императрица Екатерина II приказала в 1775 году выслать её за границы Российской империи, выдав сполна все жалованье согласно действовавшему контракту.
После отъезда из Российской империи Катарина Габриелли продолжала гастролировать в разных странах. Голос её долго сохранял свежесть, чистоту и силу. Слава певицы начала меркнуть с 1780 года, и убедившись в том, что её карьера клонится к упадку, она оставила сцену и поселилась в столице Италии.
Большие средства, накопленные певицей, позволили ей окружить себя роскошью. Дом её сделался местом собрания римской молодежи. Она щедро помогала бедным и устраивала в их пользу блестящие праздники и концерты, в которых, однако, сама не принимала участия. Жизнь Катарины Габриелли, полная разнообразных приключений, послужила темой для многих повестей и романов. Александр Радищев упоминает её в своём знаменитом Путешествии из Петербурга в Москву.
Катарина Габриелли умерла 16 апреля 1796 года в родном городе.

## Оперный репертуар
- Софонисба - Бальдассаре Галуппи (Лукка, 1747)
- Дидона - Никколо Джоммелли (Неаполь, 1750)
- Ermione в Antigona Бальдассаре Галуппи (Венеция, 1754)
- Ermione в Astianatte от Антонио Гаэтано  (Венеция, 1755)
- Эмира в Солимано - Доменико Фишетти (Венеция, 1755)
- Lisinga в L'eroe Cinese от Gaetano Piazza (Милан , 1758)
- Ipermestra in Ipermestra Бальдассаре Галуппи (Милан, 1758)
- Фульвия в Эцио Гаэтано Латилла (Неаполь, 1758)
- Берое в пастиччо Ниттети (Генуя , 1758)
- Дирча в Demofoonte Бальдассаре Галуппи (Падуя , 1758)
- Клеофида в анонимном Алессандро Нелл'Инди (Милан, 1759)
- Dircea в Demofoonte от Антонио Ferradini (Милан, 1759)
- Aricia в Ипполито ред Aricia по Траэтте (Парма, 1759)
- Вителлия в La clemenza di Tito Бальдассаре Галуппи (Турин, 1760)
- Лавиния в Энеа нель Лацио Томмазо Траэтта (Турин, 1760)
- Telaire in I tindaridi Томмазо Траэтта (Парма, 1760)
- Клеоника в анонимном Деметрионе (Падуя, 1761)
- Зенобия в анонимной Зенобии (Лукка, 1761)
- Cleonice в Demetrio от Джузеппе Ponzo (Турин, 1762)
- Ифигения в Ифигении в Аулиде, Фердинандо Бертони (Турин, 1762)
- Клеофида в  Алессандро  Томмазо Траэтта (Реджо-Эмилия , 1762)
- Фульвия в Эцио от Джузеппе Скарлатти (Лукка, 1762)
- Emirena в Адриано в Siria по Джузеппе Колла (Милан, 1763)
- Дидона в Didone abbandonata Томмазо Траэтта (Милан, 1763)
- Aristea в L'olimpiāde от Pietro Гульельми ( Неаполь , 1763)
- Иссипиле в пастиччо Иссипиле (Неаполь, 1763)
- Беренис в Лусио Vero от Антонио Саккини (Неаполь, 1764)
- Марция в Катоне в Ютике, Иоганн Христиан Бах (Неаполь, 1764)
- Марсия в Cajo Марио по Никколо Piccinni (Неаполь, 1765)
- Климена в Il grand Cid Никколо Пиччинни (Неаполь, 1766)
- Береника в Лусио Веро Антонио Саккини (Неаполь, 1766)
- Argene в Il Bellerofonte по Мысливечкам (Неаполь, 1767)
- Клелия в Il trionfo di Clelia Йозефа Мысливечека (Турин, 1768)
- Ariene в Creso от Pasquale Cafaro (Турин, 1768)
- Дирча в Demofoonte Бальдассаре Галуппи ( Палермо , 1768)
- Береника в пастиччо Антигоно (Палермо, 1769)
- Аристея в анонимной L'olimpiade (Палермо, 1770)
- Клеоника в пастичке Деметрио (Палермо, 1770)
- Антигона в Антигоне Томмазо Траэтта (Санкт-Петербург, 1772)
- Психе в Amore e Psiche Томмазо Траэтта (Санкт-Петербург, 1773)
- Береника в  Лучо Веро  Томмазо Траэтта (Санкт-Петербург, 1774)
- Армида в анонимной Армиде (Лукка, 1778)
- Армида в Армиде , Йозеф Мысливечек (Милан, 1780)
- Берая в Ла Nitteti по Паскуалу Анфосся (Венеция, 1780)
- Semiri в Arbace от Giovanni Battista Борги (Венеция, 1782)
- Семира в Земире Паскуале Анфосси (Венеция, 1782 год).